# Politisk kvietism
Politisk kvietism, definierat som återhållsamhet i politiska frågor och skepsis till att "vanliga dödliga" kan etablera en "sann islamisk regering", har beskrivits som en tendens eller skola i islam (särskilt shiaislam). Kvietisterna anser att prästerskapet kan verka som politiskt rådgivande, men att de inte bör inta politikens ledande positioner. 
Shiamuslimska religiösa ledare som har beskrivits som kvietister inkluderar ayatolla Mirza Hosein Na'ini, en ledare under Irans konstitutionella revolution 1906, Hossein Borujerdi, Irans ledande marja från 1947 till sin död 1961, och ayatolla Ali al-Sistani, en av de ledande shiitiska ayatollorna i Irak. Deras hållning är inte ett strikt tillbakadragande från politiken, men att en "sant" islamisk regering kan inrättas först vid den fördolde tolfte imamens återkomst. Fram till denna tid bör muslimerna "söka efter den bästa styrelseformen" och genom rådgivning till makthavarna försöka se till att "lagar fientliga till sharia" inte införs.
Kvietismen skiljer sig från Ayatollah Khomeinis doktrin om Velayate Faqih genom att den senare förespråkar att en shiamuslimsk rättslärd ska ha den yttersta politiska makten.